# Viimský poloostrov

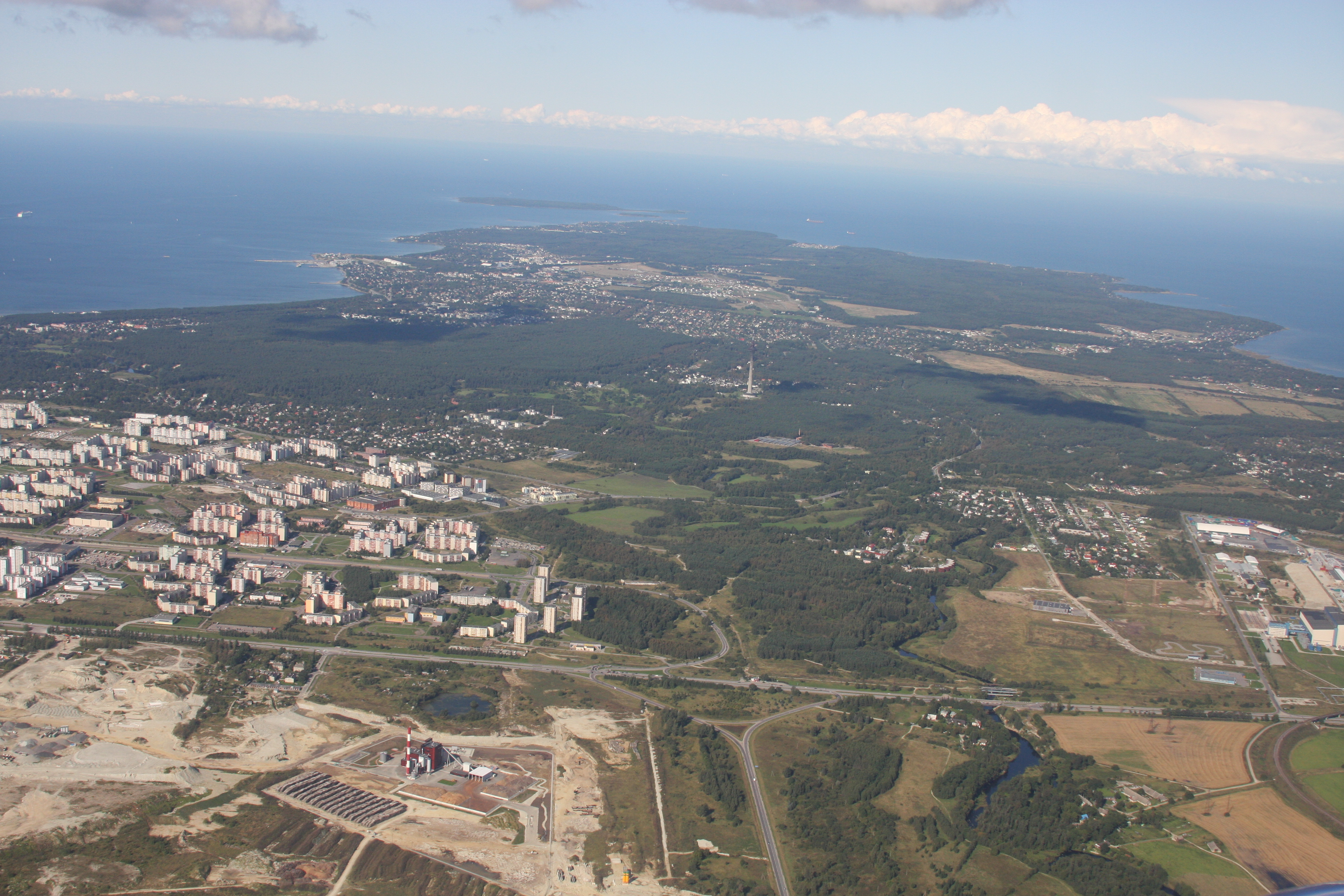
Viimský poloostrov

Viimský poloostrov (estonsky Viimsi poolsaar) je poloostrov na severu Estonska mezi Tallinnským a Randverským zálivem. Poloostrov se od pevniny táhne severozápadoseverním směrem v celkové délce přibližně 10 km při maximální šířce 6 km a vybíhá v mys Rohuneem.
Většina plochy poloostrova patří katastrálně k obci Viimsi, malá část na jihozápadě k hlavnímu městu Tallinn.